# أبالوباراتيد
أبالوباراتيد (Abaloparatide)، الذي يُباع تحت الا6سم التجاري تايملس( Tymlos )، هو دواء يستخدم لعلاج هشاشة العظام بعد انقطاع الطمث.   بالنسبة للمعرضات لخطر كبير، قد يقلل من خطر الإصابة بالكسور من 5.9٪ إلى 3.3٪.  ولا ينبغي استخدامه لأكثر من عامين.  و يؤخذ كحقنة تحت الجلد مباشرة. 
تشمل الآثار الجانبية الشائعة لهذا العقار على؛ خفقان القلب، و الدوار، و الغثيان، و الصداع، و التعب، و آلام في الجزء العلوي من البطن.   كما و قد تشمل المخاوف المحتملة الأخرى زيادة خطر الإصابة بالساركوما العظمية،، و ارتفاع نسبة الكالسيوم في الدم، و انخفاض ضغط الدم عند الوقوف، و الألم في موقع الحقن.   وهو نظير للبروتين المرتبط بهرمون الغدة الدرقية (PTHrP) و يعمل عن طريق تعزيز نمو العظام. 
تمت الموافقة على أبالوباراتيد للاستخدام الطبي في الولايات المتحدة في عام 2017.  تم رفض الموافقة عليه في البداية في أوروبا في عام 2018؛  ومع ذلك، تمت الموافقة عليه لاحقًا في عام 2022.  و اعتبارًا من عام 2018، يكلف حوالي 1800 دولارًا أمريكيًا شهريًا في الولايات المتحدة.  اعتبارًا من عام 2019، من غير الواضح مدى فعاليته مقارنة بالبايفوسفونيت (bisphosphonates)الأقل تكلفة. 